# Тімрот Олександр Григорович
Олекса́ндр Григо́рович Тімрот (15 квітня 1865 — 2 березня 1944, Ніцца) — статс-секретар Державної ради Російської імперії, сенатор. Військовий аташе у складі Дипломатичної місії Української Держави до Королівства Швеції

## Біографія
Лютеранин. З потомствених дворян Санкт-Петербурзької губернії. Син генерал-майора Готгард (Григорія Олександровича) фон-Тімрот (1827—1880) і баронеси Ольги Кароліни фон-Раден (1828—1903). Молодші брати Готгард і Лев — генерал-майори, георгіївські кавалери.
У 1886 році закінчив Імператорське училище правознавства з чином IX класу і вступив на службу в Міністерство юстиції Російської імперії з направленням в канцелярію Сенату.
Обіймав посаду обер-секретаря Сенату, був редактором «сенатських відомостей», виконував обов'язки редактора «Зборів узаконень і розпоряджень уряду» (1889—1893). У 1893 році був переведений до канцелярії Комітету міністрів, а 24 січня 1896 — призначений помічником статс-секретаря Державної ради. Брав участь в роботі комісій та особливих нарад: для обговорення задумів, зазначених в рескрипті 18 лютого 1905 про способи здійснення найвищих вказівок Маніфесту 17 жовтня 1905 року та інших. Відображений на картині Рєпіна «Урочисте засідання Державної ради 7 травня 1901 року».
У 1904 році був призначений в. о. статс-секретаря Державної ради, керуючого відділенням промисловості, наук і торгівлі. У наступному році був затверджений на посаді, в 1906 — переведений керуючим відділенням фінансів, а пізніше призначений керуючим діловодством загальних зборів Державної ради.
Чин: дійсний статський радник (1905), на посаді гофмейстера (1907), гофмейстер (1913).
У роки Першої світової війни перебував при особливоуповноваженому Російського товариства Червоного Хреста при 1-а армії (Російська імперія), а потім 12-я армія (Російська імперія). У січні 1916 був призначений сенатором, присутнім в перших загальних зборах.
Після жовтневого заколоту переїхав в Україну. У 1918 був направлений військовим аташе у складі дипломатичної місії Української Держави до Королівства Швеції, яку очолював Баженов Борис Петрович.
У січні 1919 року емігрував до Франції, жив у Ніцці. Брав участь в роботі емігрантських організацій. У 1924 році підготував для Вищого монархічного ради доповідь про втрату прав на престол нащадків великого князя Володимира Олександровича. Був членом Товариства правознавців, входив до Комітету каси Товариства.
У 1930-і роки був учасником гуртка ревнителів російського минулого в Ніцці, виступав в ньому з доповідями: з нагоди 50-річчя від дня загибелі Олександра II, пам'яті великого князя Михайла Миколайовича, про російську культуру.
Помер в 1944 році в Ніцці. Похований на місцевому кладовищі Кокад.

## Сім'я
- Дружина — Туган-Барановська Олена Іванівна (?-1946), дітей не мав.

## Нагороди та відзнаки
- Орден Святой Анни 2-й ст. (1901);
- Орден Святого Станислава 1-й ст. (1908);
- Орден Святой Анни 1-й ст. (1910).
- Медаль «В пам'ять царювання Імператора Олександра III»;
- Медаль «В пам'ять коронації Імператора Миколи II»;
- Медаль «За працю по першому загальному перепису населення» (1897);
- Медаль «В пам'ять 300-річчя царювання дому Романових» (1913).